# Tadeusz Dybczyński
Tadeusz Dybczyński (ur. 12 stycznia 1886 w Warszawie, zm. 13 września 1944 tamże) – geolog, geograf, pedagog, działacz narodowowyzwoleńczy, popularyzator Krainy Gór Świętokrzyskich.

## Życiorys
Urodził się 12 stycznia 1886 r. w Warszawie, w rodzinie Teofila i Eleonory z Gąsiorowskich. W Warszawie uczęszczał do I progimnazjum państwowego, następnie do III gimnazjum państwowego, w 1908 r. ukończył prywatne gimnazjum inż. Świecimskiego. W 1912 r. ukończył studia na wydziale filozoficznym Uniwersytetu Franciszkańskiego we Lwowie, (doktorat obronił w grudniu 1922 na podstawie rozprawy: Zarys podstaw nowej metody badań w zakresie rozwoju i systematyki najdawniejszych amonitów). W 1913 r. został aresztowany na granicy w Radziwiłłowie za przemyt nielegalnej literatury, więziony w Równem, Warszawie i Żytomierzu. W 1915 r. zesłany na 5 lat do Kargasoku na Syberii. Zwolniony w 1917 r. po wybuchu rewolucji październikowej. Kierował biurem Polskiego Towarzystwa Pomocy Ofiarom Wojny w Tomsku. Był przedstawicielem Centralnego Komitetu Obywatelskiego na gubernię tomską, delegatem miejscowej Polonii do rządu guberni i na zjazdy polskie w Moskwie.
W sierpniu 1918 r. powrócił do Polski. W latach 1919–1924 był asystentem przy katedrze geologii Uniwersytetu Warszawskiego. Równocześnie pracował jako nauczyciel gimnazjalny, następnie dyrektor prywatnej szkoły średniej. Członek zarządu warszawskiego Organizacji Młodzieży Niepodległościowej „Zarzewie” oraz Polskiego Towarzystwa Krajoznawczego.
Zginął, walcząc w powstaniu warszawskim, 13 września 1944 r. Pochowany na cmentarzu Powązki Wojskowe w Warszawie (kwatera A25-6-29).

## Ordery i odznaczenia
- Krzyż Niepodległości (18 października 1932)[5]

## Publikacje
- „Z teki turysty” (1909)
- „Góry Świętokrzyskie” (1919)
- „Skarby kopalne ziem polskich” (1920)
- „Śląsk Górny” (1921)
- „Ilustrowany przewodnik po Łysogórach” (1923)
- „Kraj narymski i jego przyroda” (1924)
- „Orlim lotem” (1924)
- „W poprzek Sybiru” (1928, wznowienie 1937) - powieść dla młodzieży
- „Józef Piłsudski jako publicysta i historyk” (1934)
- „Tajemnice Łysogór” (1937)
- „Kraina Puszczy Jodłowej” (1939)